# 크리스마스 캐럴

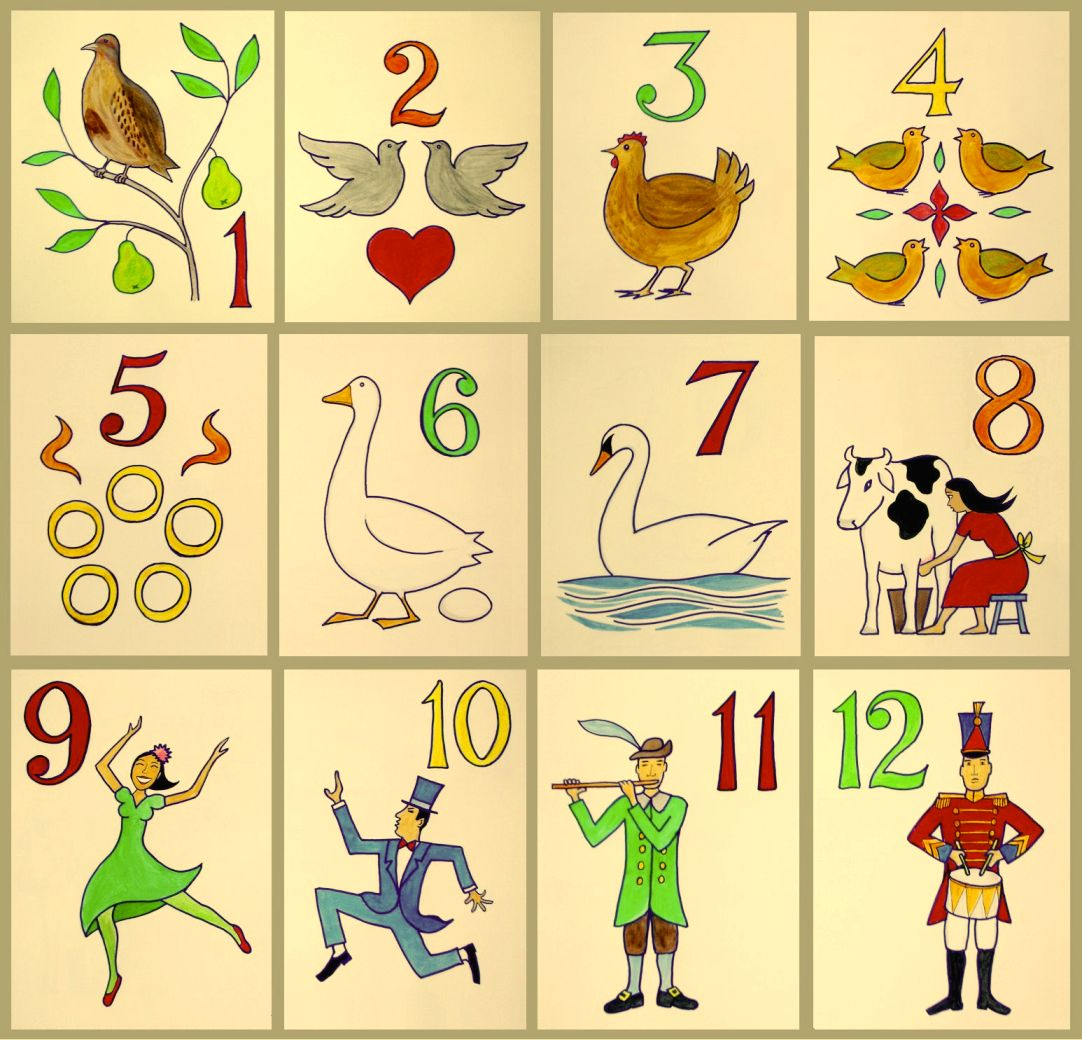
《The Twelve Days of Christmas》

크리스마스 캐럴(Carol)은 성탄절을 축하하는 뜻으로 부르는 찬송가다. 캐럴의 한 종류로서 크리스마스에 야외에서 신을 찬송하기 위하여 부르는 민중적 종교가를 말한다.
14세기 영국에서 그 유래가 시작되었다. 다만 본래는 캐럴이 크리스마스에 한해서 부르는 것이 아니라 민중이 야외에서 소리를 합하여 노래하는 즐거운 성격을 띤 종교적인 노래를 모두 캐럴이라고 하였다.
어법적으로 '캐롤'이 아닌 '캐럴'이라고 표기하는 것이 옳은 표기이다. 조선민주주의인민공화국과 사우디아라비아에서는 크리스마스가 불법인 탓에 캐럴이 모두 금지곡이고, 오스트레일리아에서는 크리스마스가 여름이기 때문에 오스트레일리아에서 독자적으로 만들었거나 기존 캐럴에서 가사만 여름 느낌이 나는 것으로 바꾼 캐럴도 따로 있다.

## 대표적인 크리스마스 캐럴
- Wham! - Last Christmas
- 비치 보이스 - The Little Saint Nick
- 머라이어 캐리 - Santa Claus Is Coming to Town
- 머라이어 캐리 - All I Want for Christmas Is You
- 호세 펠리시아노 - Feliz Navidad
- Santa Claus is Coming to Town(울면 안 돼)
- Jingle Bell Rock
- Jingle Bells
- We Wish You a Merry Christmas
- Joy to the World
- Little Drummer Boy
- White Christmas
- 고요한 밤 거룩한 밤
- 루돌프 사슴코
- 소나무야
- 창밖을보라